# Apple Writer
Apple Writer è un word processor scritto da Paul Lutus nel 1979, sviluppato e distribuito da Apple, compatibile con i primi personal computer prodotti dall'azienda, come l'Apple I e l'Apple II.

## Storia
La versione originale di Apple Writer fu pubblicata nel 1979 e supportava la scrittura del testo su 40 colonne, ma stampava sullo schermo il testo a lettere maiuscole. La versione 1.1, distribuita nel 1980, era eseguita sul DOS 3.3 e si avvantaggiava del nuovo formato a 16 settori (newer 16-sector format). Fu inoltre introdotta la prima versione di un correttore ortografico, chiamato Goodspell.